# Diecezja Bluefields
Diecezja Bluefields (łac. Dioecesis Bluefieldensis; hiszp. Diócesis de Bluefields) – jedna z 8 diecezji obrządku łacińskiego w Kościele katolickim w Nikaragui w administracyjnym regionie autonomicznym Atlántico Sur ze stolicą w Bluefields. Erygowana 2 grudnia 1913 brewe przez Piusa X jako wikariat apostolski. Ustanowiona diecezją 30 listopada 2017 bullą papieską przez Franciszka. Biskupstwo jest sufraganią metropolii Managua.

## Historia
Diecezja Bluefields powstała 2 grudnia 1913 jako wikariat apostolski przez wydzielenie obszaru diecezji León en Nicaragua. Podniesiona 30 listopada 2017 do rangi diecezji.

## Biskupi

### Wikariusze apostolscy
- Agustín Bernaus y Serra OFMCap. (1913–1930)
- Juan Solá y Farrell OFMCap. (1931–1942)
- Matteo Niedhammer y Yaeckle OFMCap. (1943–1970)
- Salvador Schlaefer Berg OFMCap. (1970–1993)
- Pablo Ervin Schmitz Simon OFMCap. (1994–2017)

### Biskupi diecezjalni
- Pablo Ervin Schmitz Simon OFMCap. (2017–2020)
- Francisco José Tigerino Dávila (od 2021)